# Hydroptila sylvestris
Hydroptila sylvestris är en nattsländeart som beskrevs av Morton 1898. Hydroptila sylvestris ingår i släktet Hydroptila och familjen smånattsländor. Inga underarter finns listade i Catalogue of Life.